# Klaus Gestwa
Klaus Gestwa (* 15. Mai 1963 in Gelsenkirchen) ist ein deutscher Historiker und seit 2009 Direktor des Instituts für Osteuropäische Geschichte und Landeskunde an der Eberhard Karls Universität in Tübingen. Nach Werner Markert, Dietrich Geyer sowie Dietrich Beyrau ist er der vierte Lehrstuhlinhaber der Professur für Osteuropäische Geschichte an der Universität Tübingen.

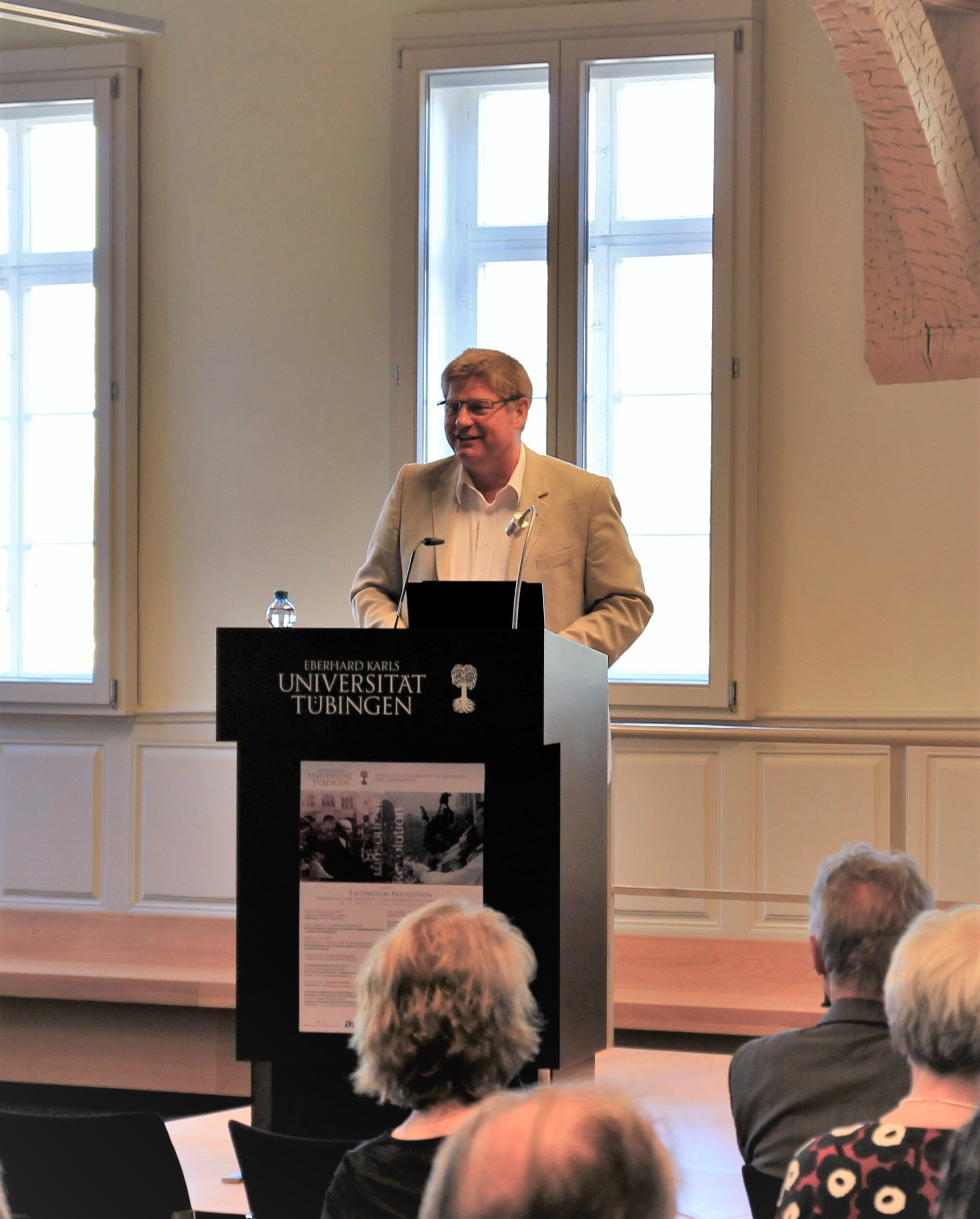
Klaus Gestwa, Vortrag an der Universität Tübingen, Mai 2017

## Werdegang
Klaus Gestwa studierte von 1984 bis 1991 an den Universitäten  Marburg, Norwich, Moskau und Leningrad Geschichte und Slavistik. Anschließend war er bis 1994 als wissenschaftlicher Mitarbeiter an der Universität Frankfurt/Main tätig, ehe er an die Universität Tübingen wechselte. 1996 promovierte er bei Hans Lemberg und Dietrich Beyrau mit einer Arbeit zur Proto-Industrialisierung im ruralen Russland, die 1999 im Göttinger Verlag Vandenhoeck & Ruprecht unter dem Titel Proto-Industrialisierung in Rußland. Wirtschaft, Herrschaft und Kultur in Ivanovo und Pavlovo 1741–1932 erschien.
Zwischen 1996 und 2006 war Klaus Gestwa mit Unterbrechungen wissenschaftlicher Assistent in Tübingen. Nach Forschungsaufenthalten an der University of Chicago zwischen 2004 und 2005 habilitierte er sich an der Historischen Fakultät der Universität Tübingen 2007 mit einer technik- und umwelthistorischen Arbeit zur Geschichte sowjetischer Wasserkraftwerksbauten, die 2010 im Oldenbourg Verlag unter dem Titel Die Stalinschen Großbauten des Kommunismus. Sowjetische Technik- und Umweltgeschichte, 1948–1967 erschien.
Seit dem Sommersemester 2009 ist Klaus Gestwa ordentlicher Professor an der Universität Tübingen. Zu seinen Forschungsschwerpunkten gehören die Wissenschafts-, Technik- und Umweltgeschichte der Sowjetunion, die Kulturgeschichte des Kalten Krieges, die Katastrophengeschichte Osteuropas sowie die Geschichte der Perestroika. Er ist seit 2013 unter anderem Mitglied der wissenschaftlichen Beiräte der Forschungsstelle Osteuropa an der Universität Bremen und des Tübinger Instituts für donauschwäbische Geschichte und Landeskunde. Darüber hinaus ist er Mitherausgeber mehrerer Schriftenreihen und Zeitschriften und seit 2013 auch Vertrauensdozent der Friedrich-Ebert-Stiftung.
Seit 2023 ist er Mitherausgeber der Vierteljahrshefte für Zeitgeschichte.

## Schriften (Auswahl)

### Monographien
- Der Russische Revolutionszyklus. München 2019.
- Die Stalinschen Großbauten des Kommunismus. Sowjetische Technik- und Umweltgeschichte 1948–1967 (= Ordnungssysteme, Band 30). München 2010.
- Proto-Industrialisierung in Rußland. Wirtschaft, Herrschaft und Kultur in Ivanovo und Pavlovo 1741–1932. Göttingen 1999.

### Herausgeberschaften
- Soviet Nuclear Modernity. Transnational dimensions, decentering dynamics and enduring legacies. Hrsg. zusammen mit Stefan Guth, Tanja Penter und Julia Richers (= Cahiers du Monde Russe, 60, 2–3/2019).
- Katastrophen im östlichen Europa. Hrsg. zusammen mit Marc Elie. Stuttgart 2014 (= Jahrbücher für Geschichte Osteuropas, 2/2014).
- Soziale Ungleichheit im Staatssozialismus. Hrsg. zusammen mit Jens Gieseke und Jan-Holger Kirsch. Göttingen 2013 (= Zeithistorische Forschungen, 2/2013).
- Visuelle Geschichte Russlands im 19. Jahrhundert. Hrsg. zusammen mit Katharina Kucher. Stuttgart 2012 (= Jahrbücher für Geschichte Osteuropas, 4/2012).
- Aufbruch aus dem GULag. Stuttgart 2009 (= Jahrbücher für Geschichte Osteuropas, 4/2009).
- Kooperation trotz Konfrontation. Wissenschaft und Technik im Kalten Krieg. Hrsg. zusammen mit Stefan Rohdewald. Berlin 2009 (= Osteuropa, 10/2009).